# Kościół św. Rozalii z Palermo w Przerębie
Kościół Świętej Rozalii z Palermo – rzymskokatolicki kościół parafialny należący do dekanatu Kodrąb archidiecezji częstochowskiej.
Obecna świątynia, murowana, pierwotnie była dworską suszarnią tytoniu. Właściciel wsi przed 1834 rokiem urządził w niej kaplicę dworską. Została przebudowana w 1861 roku i podczas I wojny światowej dzięki staraniom księdza Wacława Szczotkowskiego proboszcza parafii w Rzejowicach. W dniu 1 października 1941 roku przy kościele została utworzona samodzielna placówka duszpasterska, tzw. ekspozytura, a w dniu 2 listopada 1947 roku została powołana parafia pw. św. Rozalii z Palermo. Wnętrze świątyni zostało przebudowane w latach 1969–1973, podczas urzędowania księdza Jerzego Barszcza.
Jest to budowla wybudowana w stylu klasycystycznym, na planie prostokąta, w formie sali, z zakrystią znajdującą się za ołtarzem głównym. Wnętrze nakryte jest sklepieniem kolebkowym. Fasada z trójkątnym szczytem jest ozdobiona wgłębnym portykiem kolumnowym. Kościół nakryty jest dachem dwuspadowym.
We wnętrzu znajdują się: ołtarz główny z 1. połowy XIX wieku, posiadający rokokowe tabernakulum, nowa ambona z fragmentami pochodzącymi z XVIII wieku, trzy obrazy namalowane w 1. połowie XVIII wieku przedstawiające św. Rozalię, Ukrzyżowanie i Matkę Bożą Bolesną, tablica nagrobna Łubieńskiej pochodząca z 1849 roku oraz monstrancja, relikwiarz i dzwonek ręczny pochodzące z XVIII wieku.